# Bácsalmás
Bácsalmás (em alemão:  Almasch; em croata:  Aljmaš) é uma cidade da Hungria, situada no condado de Bács-Kiskun. Tem 108,32 km² de área e sua população em 2019 foi estimada em 6.453 habitantes.